# Philip G. Killey

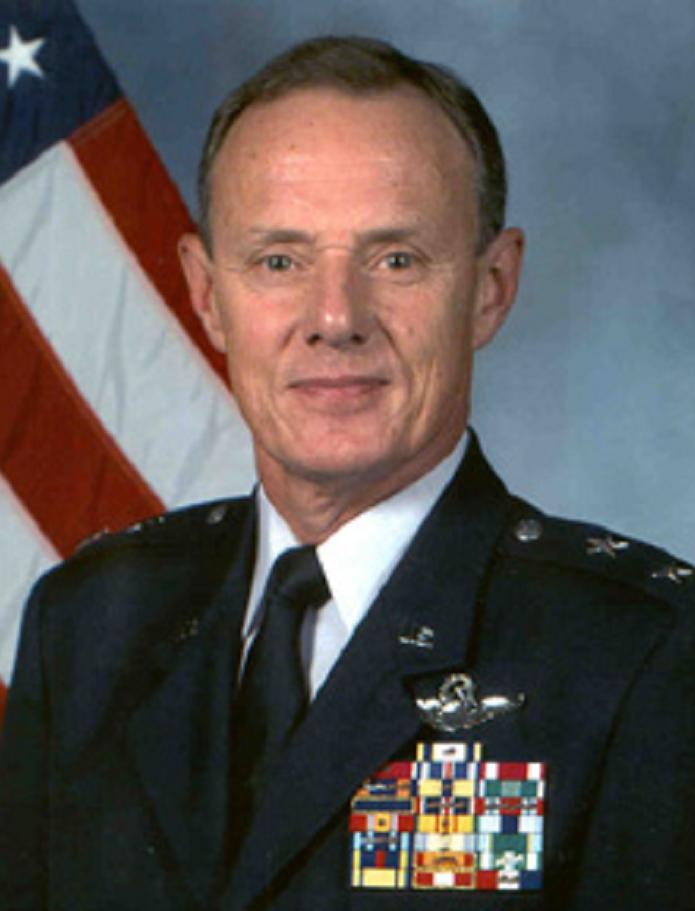
Philip G. Killey

Philip G. Killey (* 3. Oktober 1941 in Monmouth, Warren County, Illinois) ist ein pensionierter Generalmajor der United States Air Force. Er war unter anderem Kommandeur der South Dakota National Guard, der Air National Guard und der 1. Luftflotte (First Air Force).

## Leben
Über die Officer Training School auf der Lackland Air Force Base in Texas gelangte er im Jahr 1963 in das Offizierskorps der United States Air Force. In dieser bzw. der Luftstreitkraft der Nationalgarde von South Dakota durchlief er anschließend alle Offiziersränge vom Leutnant bis zum Zwei-Sterne-General.
Im Lauf seiner militärischen Karriere absolvierte er verschiedene Kurse und Schulungen. Dazu gehörten unter anderem eine Ausbildung zum Kampfpiloten und weitere Fortbildungskurse als Pilot neuer Flugzeugtypen; die Squadron Officer School auf der Maxwell Air Force Base in Alabama und der National Security Management Course.
In seinen frühen Jahren als Offizier der Luftwaffe war er an verschiedenen Stützpunkten in den Vereinigten Staaten stationiert. Dabei war er als Pilot oder Flugausbilder bei unterschiedlichen Einheiten tätig. Zwischen Mai 1967 und Februar 1968 war er auf der Ubon Royal Thai Air Force Base in Thailand stationiert. Von dort aus nahm er als Pilot der 555. Kampfstaffel (555 th Tactical Fighter Squadron) am Vietnamkrieg teil.
Im Jahr 1969 verließ er den aktiven Dienst in der regulären Air Force. In der Folge diente in er bei den Luftstreitkräften der National Garde des Staates South Dakota. Dabei erhielt er im Lauf der Jahre immer höhere Positionen. Zwischen März 1983 und März 1987 kommandierte er die 114th Tactical Fighter Group, die auch Teil der Nationalgarde dieses Staates war. Danach war er zwischen März 1987 und November 1988 als adjutant general Kommandeur der Nationalgarde von South Dakota.
Anschließend kehrte er zur regulären Air Force zurück. Zwischen dem 1. November 1988 und dem 28. Januar 1994 leitete er die Air National Guard. Danach erhielt Philip Killey als Nachfolger von Lester P. Brown Jr. auf der Tyndall Air Force Base in Florida das Kommando über die 1. Luftflotte. Gleichzeitig kommandierte er auch das dortige regionale Kontrollzentrum des North American Aerospace Defense Command (NORAD). Damals wurde diese Luftflotte umorganisiert. Fortan bestand bzw. besteht sie aus Einheiten, die aus verschiedenen Nationalgarden der Bundstaaten stammen. Diese Aufgaben erfüllte er bis zum 19. Dezember 1997, als er von Larry K. Arnold abgelöst wurde. Anschließend kehrte er nochmals zur Nationalgarde von South Dakota zurück, wo er erneut deren Kommando übernahm, das er bis zu seinem Ausscheiden aus dem Militärdienst im Mai 2003 innehatte.
Während seiner aktiven Zeit als Militärpilot sowohl bei der regulären Air Force als auch bei der Nationalgarde von South Dakota absolvierte er über 6500 Flugstunden auf verschiedenen Flugzeugtypen.
Nach seiner Pensionierung wurde Killey Regierungsberater für Militärangelegenheiten und innere Sicherheit. Außerdem arbeitete er als privater Geschäftsmann.

## Daten der Beförderungen
| Abzeichen | Rang               | Jahr              |
| --------- | ------------------ | ----------------- |
|           | Second Lieutenant  | 5. November 1963  |
|           | First Lieutenant   | 5. November 1965  |
|           | Captain            | 5. Mai 1967       |
|           | Major              | 1. April 1974     |
|           | Lieutenant Colonel | 6. Oktober 1978   |
|           | Colonel            | 22. Dezember 1983 |
|           | Brigadier General  | 2. Februar 1988   |
|           | Major General      | 19. April 1989    |

## Orden und Auszeichnungen
Philip Killey erhielt im Lauf seiner militärischen Laufbahn unter anderem folgende Auszeichnungen:
- Air Force Distinguished Service Medal
- Legion of Merit
- Distinguished Flying Cross
- Meritorious Service Medal
- Air Medal
- Air Force Commendation Medal
- Army Commendation Medal
- Presidential Unit Citation
- Air Force Outstanding Unit Award
- Combat Readiness Medal
- National Defense Service Medal
- Vietnam Service Medal
- Air Force Longevity Service Award
- Armed Forces Reserve Medal
- Gallantry Cross (Südvietnam)
- Vietnam Campaign Medal (Südvietnam)
- South Dakota Distinguished Service Award
- South Dakota Distinguished Unit Award
- South Dakota National Guard Service Award